# 袁渙
袁渙（？—3世纪210年代或220年代），字曜卿，陳郡扶乐县（治所在今河南省太康县境）人，東漢末年官员，出于陈郡袁氏，曾效力於袁術、呂布及曹操勢力之下。

## 生平
袁渙被任命為陳郡功曹時，郡中的奸吏都因袁渙而自行辭職離去。後來遷任侍御史。後被任命為譙縣縣令，但袁渙不應命。後來劉備領豫州牧，舉袁渙為茂才。後來袁渙避亂江淮地區，被袁術徵命。袁渙和袁術議論，袁術都不能反駁，令到袁術對他十分恭敬和守禮。後來呂布攻擊袁術，袁渙前往跟隨呂布，呂布要求袁渙寫書辱罵劉備，袁渙拒絕，呂布因而大怒，甚至威脅要殺死袁渙；但袁渙始終面色不變，堅決不肯寫，更笑著說：「我聽說只有德才可以使他人臣服，沒聽說過用罵的。劉備若是君子，就不會在乎這些辱罵；若他是小人，則會回應，那到時受辱的就是我方了。而且要是將來我為劉備效命，就像今天我為將軍您效命般，一旦離開這裡，我又受命辱罵您，這可以嗎？」呂布感到慚愧，不再強逼。
呂布被曹操打敗和誅殺後，袁渙就跟隨曹操。曾進言望曹操重視人民，以仁義治天下。曹操大感贊同，並任命袁渙為沛國南部都尉。後來曹操募民屯田，人民多數都逃亡，袁渙勸曹操順從民意，不要強逼。曹操接納，事後人民都歡喜。後來遷任梁國相。袁渙管治時都重視禮教，善待人民，後來因病離職時，人民都思念他。後來又被徵召為諫議大夫、丞相軍祭酒。
建安十八年（213年）曹操稱魏公，建立魏國，袁渙改任郎中令，行御史大夫事。袁渙又建議曹操應使民知聖賢之道以便於管理，確保天下安定。袁渙於任官後數年後逝世，曹操非常傷心，並賜二千斛穀給袁渙家，一千因官法規定而贈，另一千是因交情而贈。

## 性格特徵
- 袁渙是司徒袁滂之子，當時名門子弟大多都不守禮法及律例，反而袁渙為人清靜，行為都必定守禮。
- 袁渙曾獲不少賞賜，但都贈送了給別人，家中沒有儲下甚麼財物產業，物資有不足就向人求助，但從不苛求，當時的人都佩服他的清廉。
- 有傳言劉備已死，群臣皆慶賀，但因為袁渙曾被劉備舉為茂才，所以不祝賀。

## 評價
- 袁敏：「（袁）渙貌似和柔，然其臨大節，處危難，雖（孟）賁（夏）育不過也。」
- 陳壽：「袁渙、邴原、張範躬履清蹈，進退以道，蓋是貢禹、兩龔之匹。」
- 袁宏：「郎中溫雅，器識純素。貞而不諒，通而能固。恂恂德心，汪汪軌度。志成弱冠，道敷歲暮。仁者必勇，德亦有言。雖遇履虎，神氣恬然。行不修飾，名跡無愆。操不激切，素風愈鮮。」 《三國名臣序贊》
- 曹丕：「故尚書僕射毛玠、奉常王修、涼茂、郎中令袁渙、少府謝奐、萬潛、中尉徐奕、國淵等，皆忠直在朝，履蹈仁義。」

## 家庭

### 祖先
- 曽祖父袁良，字厚卿。
  - 祖父袁璋
    - 父袁滂，東漢司徒。
    - 姑母袁氏，蔡邕母亲[1]。

### 從兄弟
- 袁霸，堂弟，公恪有功幹，魏國初年當大司農。
- 袁徽，袁霸弟，儒生，因天下荒亂避亂交州，司徒曾徵召他，但他不應。
- 袁敏，袁徽弟，有武藝，喜好治水，官至河堤謁者。

### 子
- 袁侃，字公然，有袁渙之風，歷任黃門選部郎和郡守尚書。早卒。
- 袁㝢，字宣厚，精於辯論，喜好道家學說，但自少多病，還未任官就逝世。
- 袁奧，字公荣，行足以厲俗，言約而理當，官至光祿勳。
- 袁準，字孝尼，忠信公正，不恥下問，因為世事多險而不敢求進，著書甚多，談論治世的事。曾任西晉給事中。有孫袁耽。

### 侄
- 袁亮，袁霸子，官至河南尹、尚书。子袁粲，字仪祖，文学博识，累为儒官，至尚书。

### 後代
- 六世孫袁宏，東晉史學家、文學家。[2]
- 八世孫袁峻，蕭梁文學家，於《梁書》和《南史》的〈文學傳〉有傳。

## 延伸阅读
[在维基数据编辑]
 《三國志·卷11》，出自陳壽《三國志》